# SG Pontebba
Der Sport Ghiaccio Pontebba (auch Ice Hockey Aquile Friuli Venezia Giulia) ist ein italienischer Eishockeyverein aus Pontebba, der bis zur Saison 2012/13 in der Serie A1 und damit der höchsten italienischen Profiliga spielte.

## Geschichte

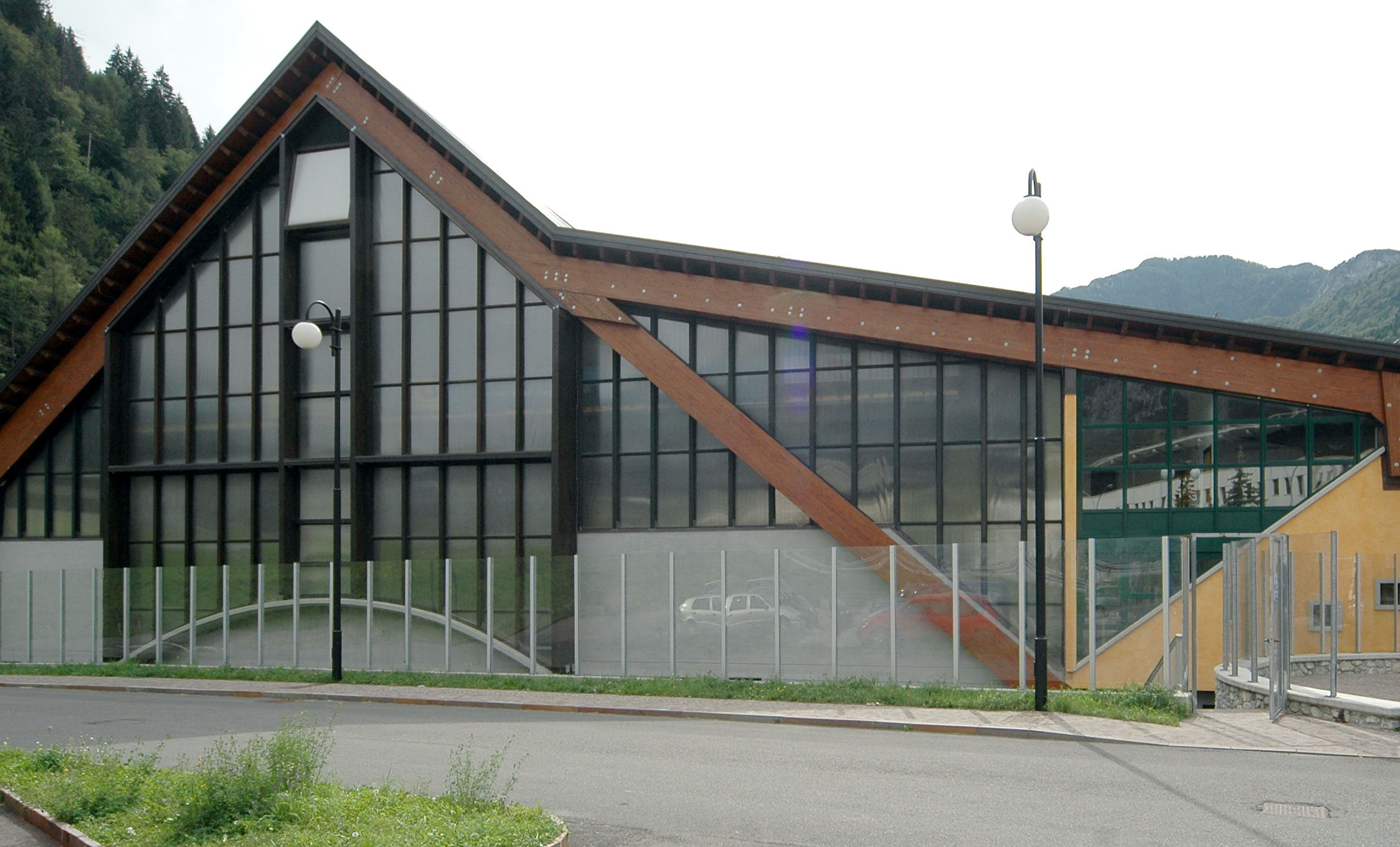
Der Palaghiaccio Claudio Vuerich, Heimstadion des SG Pontebba

Der Verein wurde am 22. Dezember 1986 gegründet. Nachdem die Mannschaft das Play-off-Finale der Serie B mit 3:1 Spielen gegen den HC Meran Junior für sich entscheiden konnte, stieg der SG Pontebba 2006 in die höchste Eishockeyspielklasse auf. 
Seine Heimspiele trägt die Mannschaft im 2.000 Zuschauer fassenden Palaghiaccio Claudio Vuerich aus.
2013 stieg der Verein nach verlorenen Play-outs sportlich in die zweite Spielklasse ab, entschied sich später aus finanziellen Gründen für einen Wechsel in die Amateurliga des Kärntner Eissportverbandes, die Kärntner Eliteliga.

## Trainer
| Zeit      | Trainer                       |
| --------- | ----------------------------- |
| 2006/07   | Michail Wassiljew             |
| 2008/09   | Larry Sacharuk, Vesa Surenkin |
| 2009–2012 | Tom Pokel                     |
| 2012–2013 | Murajica Pajič                |
| 2013–2014 | Miha Žbontar                  |

## Bekannte ehemalige Spieler
- Kimmo Eronen